# PLDT
PLDT (Philippine Long Distance Telephone Company, en español, Compañía telefónica de larga distancia filipina) es una compañía filipina de telecomunicaciones con sede en Makati.

## Historia
PLDT fue fundada el 28 de noviembre de 1928, por un acto del gobierno de Filipinas. La legislatura filipina y aprobada por el entonces gobernador general Henry L. Stimson por medio de una fusión de cuatro compañías telefónicas bajo el funcionamiento de la compañía telefónica estadounidense GTE Corporation. Conocida como acto 3436, la ley otorgó a PLDT un estatuto de 50 años y el derecho de establecer una red telefónica filipina que vincule los puntos principales a nivel nacional. Sin embargo, PLDT tuvo que cumplir un plazo de 40 días para comenzar a implementar la red, la cual se implementaría durante un período de uno a cuatro años.
En los años 1930, PLDT tenía una extensa cadena de línea fija y por primera vez enlazó a Filipinas con el mundo exterior a través de servicios de radiotelefonía, conectando las Filipinas a los Estados Unidos y otras partes del mundo.
El servicio telefónico en Filipinas fue interrumpido debido a la Segunda Guerra Mundial. Al final de la guerra, la infraestructura de comunicaciones de Filipinas estaba en ruinas. Las autoridades militares estadounidenses entregaron finalmente los restos de la infraestructura de comunicaciones a PLDT en 1947, y con la ayuda masiva de Estados Unidos a Filipinas durante los años 40 y 50, PLDT se recuperó tan rápidamente que sus abonados de teléfono superaron a los de antes de la guerra.
El 20 de diciembre de 1967, un grupo de empresarios y empresarios filipinos liderados por Ramón Cojuangco tomó el control de PLDT después de comprar sus acciones de la compañía estadounidense de telecomunicaciones GTE. El grupo tomó el control de la dirección del PLDT el 1 de enero de 1968, con la elección de Gregorio S. Licaros y Cojuangco como presidente y presidente de PLDT, respectivamente. Pocos meses después, se inauguró la oficina central de PLDT en Makati (conocida hoy como Edificio Ramon Cojuangco) y se iniciaron los programas de expansión de PLDT, con la esperanza de brindar servicios telefónicos fiables a las zonas rurales.
PLDT se le permitió operar durante la Ley Marcial. Durante los años de 1970, el PLDT fue nacionalizado por el gobierno del expresidente Ferdinand Marcos y en 1981, conforme a la política vigente del gobierno filipino de integrar la industria de telecomunicaciones de Filipinas, compró sustancialmente todos los activos y pasivos de Republic Telephone Company, convirtiéndose en el monopolio telefónico del país. Bajo este monopolio, la expansión del servicio fue severamente reducida o prácticamente inexistente. En los años de la Ley Marcial, la gente solicitaría el servicio telefónico solo para esperar años y años consecutivos detrás de un atraso de solicitud imposiblemente largo. No es inaudito para la gente y las pequeñas empresas en ese entonces el trueque por una sola línea telefónica en el mercado negro por decenas de miles de pesos.
Después de que el presidente Marcos fuera derrocado en 1986, la compañía fue re-privatizada como el hijo de Ramon, Antonio "Tonyboy" O. Cojuangco, Jr. se convirtió en el jefe de PLDT. En 1995, con la aprobación de la Ley de Telecomunicaciones y la subsiguiente desregulación de la industria de telecomunicaciones filipina, la empresa ha sido desmonopolizada. Más tarde ese año, la compañía hongkonesa First Pacific adquirió una participación del 17,5% en PLDT convirtiéndose en el propietario mayoritario del conglomerado. El presidente ejecutivo de la compañía, Manuel V. Pangilinan, se convirtió en el nuevo presidente del conglomerado que reemplazó a Cojuangco, que asumió el cargo de presidente hasta 2004, cuando Pangilinan se convirtió en su sucesor.
En abril de 2016, la empresa, conocida como Philippine Long Distance Telephone Company cayó el "telefónica de larga distancia" de su nombre corporativo y ahora conocido como  PLDT Inc. Su consejo de administración aprobó la nueva denominación social para reflexionar sobre la nueva gama de servicios de la empresa, centrándose principalmente en los servicios de datos.
El 13 de junio de 2016, PLDT y su filial Smart Communications dieron a conocer sus nuevos logotipos e identidad como parte del continuo pivote digital de la compañía.

## Subsidiarias y afiliadas

### Inalámbricas
- Smart Communications
  - Smart Broadband Inc.
  - Primeworld Digital Systems
  - Wolfpac Mobile
  - Wireless Card
  - Smart e-Money
  - Smart Money Holdings Corporation (SMHC) 
    - Smart Money, Inc. (propiedad de SMHC)

  - Far East Capital Limited
  - Philippines Communications Holdings Corporation
  - Francom Holdings, Inc.
    - Connectivity Unlimited Resource Enterprise

  - Chikka Holdings Limited
    - Chikka Communications Consulting (Beijing) Co. Ltd.
    - Chikka Pte. Ltd.

  - Smarthub Pte. Ltd.
    - Takatack Pte. Ltd.
    - 3rd Brand Pte. Ltd.
    - Voyager Innovations
- Telesat
- ACes Philippines Satellite Corporation
- Mabuhay Investment Corporation

### Línea arregladas
- PLDT Clark Telecom
- PLDT Subic Telecom
- PLDT Global Corporation 
  - PLDT HK Ltd.
  - PLDT SG Pte. Ltd.
  - PLDT Malaysia Sdn. Bhd.
  - PLDT US
  - PLDT UK Ltd.
  - PLDT Italy S.r.l,
- PLDT-Philcom
- ePLDT
  - IP Converge Data Services
  - Curo Teknika
  - ABM Global Solutions
  - ePDS
  - netGames
- Digital Telecommunications Philippines (51.55%)
  - Digitel Mobile Philippines (Sun Cellular)
  - Digitel Capital Philippines Ltd.
  - Digitel Information Technology Services
  - Asia Netcom Philippines Corporation (60%)
  - Digital Crossing (40%)
- PLDT-Maretel
- Bonifacio Communications Corporation

### Inversiones
- PLDT Global Investments Holdings
  - SPi Technologies (20%)
  - SPi CRM (20%)
  - SPi Global Investments (20%)
  - Infocom Technologies (20%)
- PLDT Global Investments Corporation 
  - Rocket Internet AG (8.6%)
- PLDT Communication and Energy Ventures
  - Beacon Electric Asset Holdings (Meralco).

### Radiodifusiónes
- MediaQuest Holdings
  - TV5 Network, Inc.
    - TV5
    - Colours
    - Hyper
    - Weather Information Network (extinto)

  - Nation Broadcasting Corporation
    - Radyo5 News FM
    - AksyonTV

  - GV Broadcasting Systems
    - Cignal Digital TV

  - Unitel Group (30%)
    - Unitel Productions
    - Straight Shooters

  - Hastings Holdings
    - The Philippine Star (51%)
    - Philippine Daily Inquirer (18%)
    - BusinessWorld (70%)
- Pilipinas Global Network
  - Kapatid TV5
  - Aksyon TV International